# Iglesia de San Esteban (Caldas de Malavella)
La iglesia de San Esteban es la iglesia parroquial de Caldas de Malavella. Aparece por primera vez documentada en el día de su consagración el año 968. En 1057, ya aparece con el topónimo de Malavella, que se ha ido modificando hasta la actual. Fue posesión del Monasterio de Sant Salvador de Breda.
El templo tiene tres naves con planta basilical del siglo XI, aún conserva el ábside y dos absidiolas románicas de grandes dimensiones y de estilo lombardo. Debido a varias reformas, la mayor parte de lo que vemos es mayoritariamente del siglo XVII.
La fachada, de estilo neoclásico, presenta las típicas formas del mundo antiguo idealizadas. A ambos lados de la puerta, en la parte inferior, se puede ver uno de los símbolos de Caldes, unas grandes perolas.